# Shpend Ahmeti
Pour les articles homonymes, voir Ahmeti.
Shpend A. Ahmeti (né le 18 avril 1978 à Pristina) est un homme politique kosovar, ancien maire de Pristina.
Il est élu maire de Pristina en 2013 et 2017 avec le parti Autodétermination avant de rejoindre le Parti social-démocrate du Kosovo.